# Hemiserica nasutella
Hemiserica nasutella är en skalbaggsart som beskrevs av Ahrens 2004. Hemiserica nasutella ingår i släktet Hemiserica och familjen Melolonthidae. Inga underarter finns listade i Catalogue of Life.